# Trichostomum cardotii
Trichostomum cardotii är en bladmossart som beskrevs av Maurice Bizot 1976 [10 Nov. Trichostomum cardotii ingår i släktet lansettmossor, och familjen Pottiaceae. Inga underarter finns listade i Catalogue of Life.